# Dalbert Henrique
Dalbert Henrique Chagas Estevão (* 8. September 1993 in Barra Mansa), kurz Dalbert, ist ein brasilianischer Fußballspieler. Der Außenverteidiger steht seit 2023 beim Série-A-Klub Internacional Porto Alegre unter Vertrag.

## Karriere
Dalbert begann seine Karriere bei Académico de Viseu FC, wo er ab 2013 zum Profikader gehörte. Zur Saison 2015/16 wechselte Dalbert zu Vitória Guimarães und 2016 wechselte der Brasilianer nach Frankreich zu OGC Nizza. Zur Saison 2017/18 wechselte Dalbert in die italienische Serie A zu Inter Mailand. Am 26. August 2017 debütierte er gegen AS Rom in der Serie A. Zwischen 2019 und 2021 folgten Leihen zum AC Florenz, zu Stade Rennes und an Cagliari Calcio.
Nach Beendigung der Saison 2022/23 in Italien lief der Kontrakt von Dalbert bei Inter Mailand aus. Nachdem er zunächst vereinslos war, unterzeichnete er in seiner Heimat bei Internacional Porto Alegre einen Vertrag bis zum Ende der Série A 2023 im Dezember.